# خوان مانوئل پاوان
خوان مانوئل پاوان (انگلیسی: Juan Manuel Pavón؛ زادهٔ ۱۵ فوریهٔ ۱۹۷۶) بازیکن فوتبال اهل اسپانیا است.
از باشگاه‌هایی که در آن بازی کرده‌است می‌توان به باشگاه فوتبال رکریتیوو اوئلوا اشاره کرد.